# Rydboholms slott
Rydboholms slott är ett tidigare säteri beläget vid Kyrkfjärden i Östra Ryds socken i Österåkers kommun. Slottet har anor från medeltiden och har varit sätesgård för den äldre Stureätten, därefter genom gifte för Vasaätten och senare för Braheätten. Bland andra föddes Per Brahe den yngre här år 1602. Slottet är privatägt, och bebos av grevinnan Elisabeth Douglas (född friherrinna von Essen), änka efter greven och finansmannen Gustaf Douglas.
Slottet fick sitt nuvarande utseende på 1700-talet. Av särskild kulturhistoriskt intresse är Vasatornet, byggt i mitten av 1500-talet, och uppkallat efter Gustav Vasa, som tillbringade en stor del av sin uppväxt på Rydboholm. Vasatornet är sedan 1988 ett lagskyddat byggnadsminne. Kring slottet finns en välbevarad bebyggelse, alléer, åkrar och en stor engelsk park från slutet av 1700-talet. Parken, men inte slottet, är tillgänglig för allmänheten.
Rydboholms slott med omgivning är riksintresse för kulturmiljövården visande ett herrgårdslandskap med levnadsbetingelserna för Sveriges främsta adelssläkter alltsedan medeltidens slutskede.

## Historia
Namnet Ryd är förhistoriskt och finns omnämnt på en runsten i närheten. Flera gravfält från järnåldern ligger norr om slottet och kan förknippas med de vikingatida byar som låg här före slottsepoken. Från Östra Ryds 1400-talskyrka leder en rak allé ner mot slottet.
Troligen under 1400-talets första hälft byggdes den så kallade Gammelgården i Rydboholm. Bebyggelsen var troligen uppförd i trä och blev sätesgård. I skriftliga källor från 1436 omnämns rydbo holm flera gånger. Huvudbyggnaden i sten och kärnan i dagens anläggning, började byggas 1548. Vasatornet är en fristående byggnadsdel i södra förlängningen av den östra flygeln. Tornet utgör en rest från det medeltida slottet och byggdes samtidigt med huvudbyggnaden. Tornet har tidigare ansetts härstamma från 1400-talet, men vid en byggnadsarkeologisk undersökning, påbörjad 1982, har man kunnat dendrokronologiskt datera tornet genom de ursprungliga takbjälkarna som fällts vintern 1547–1548.

## Stureätten och Braheätten

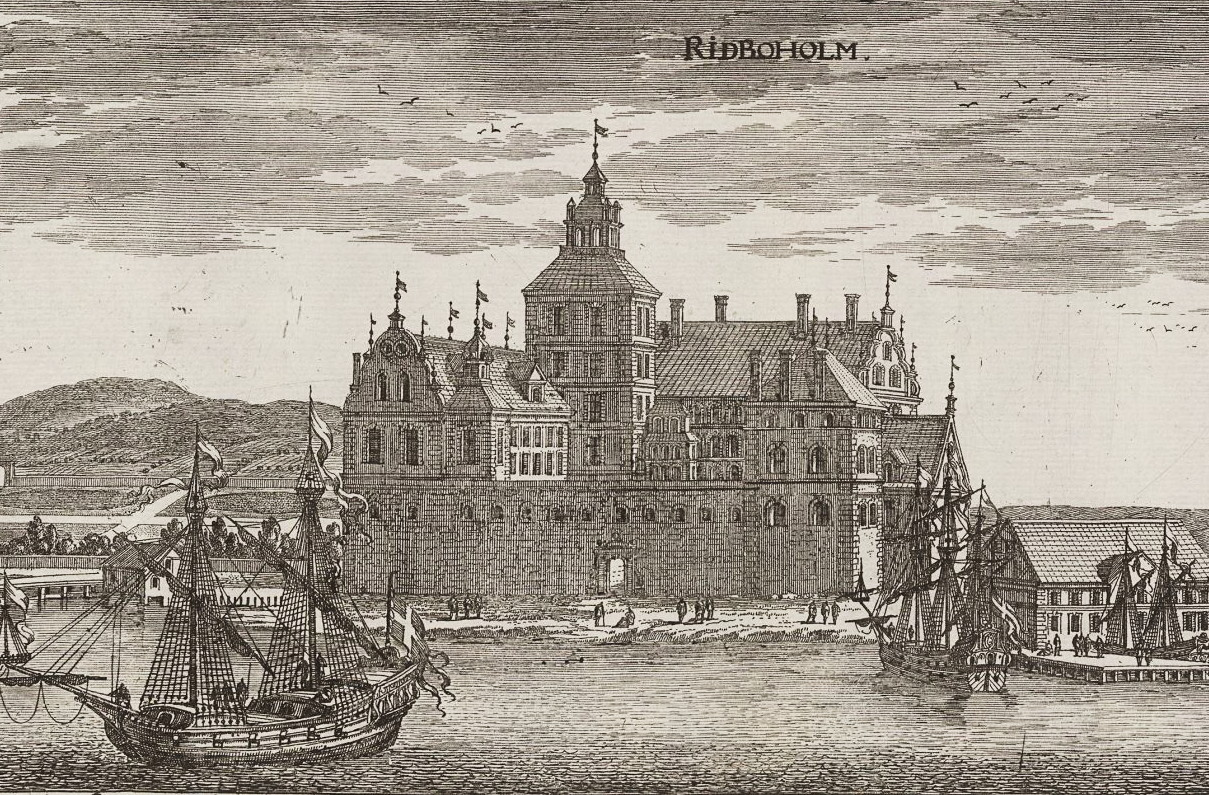
"Ridboholm" enligt Erik Dahlbergh, 1662.

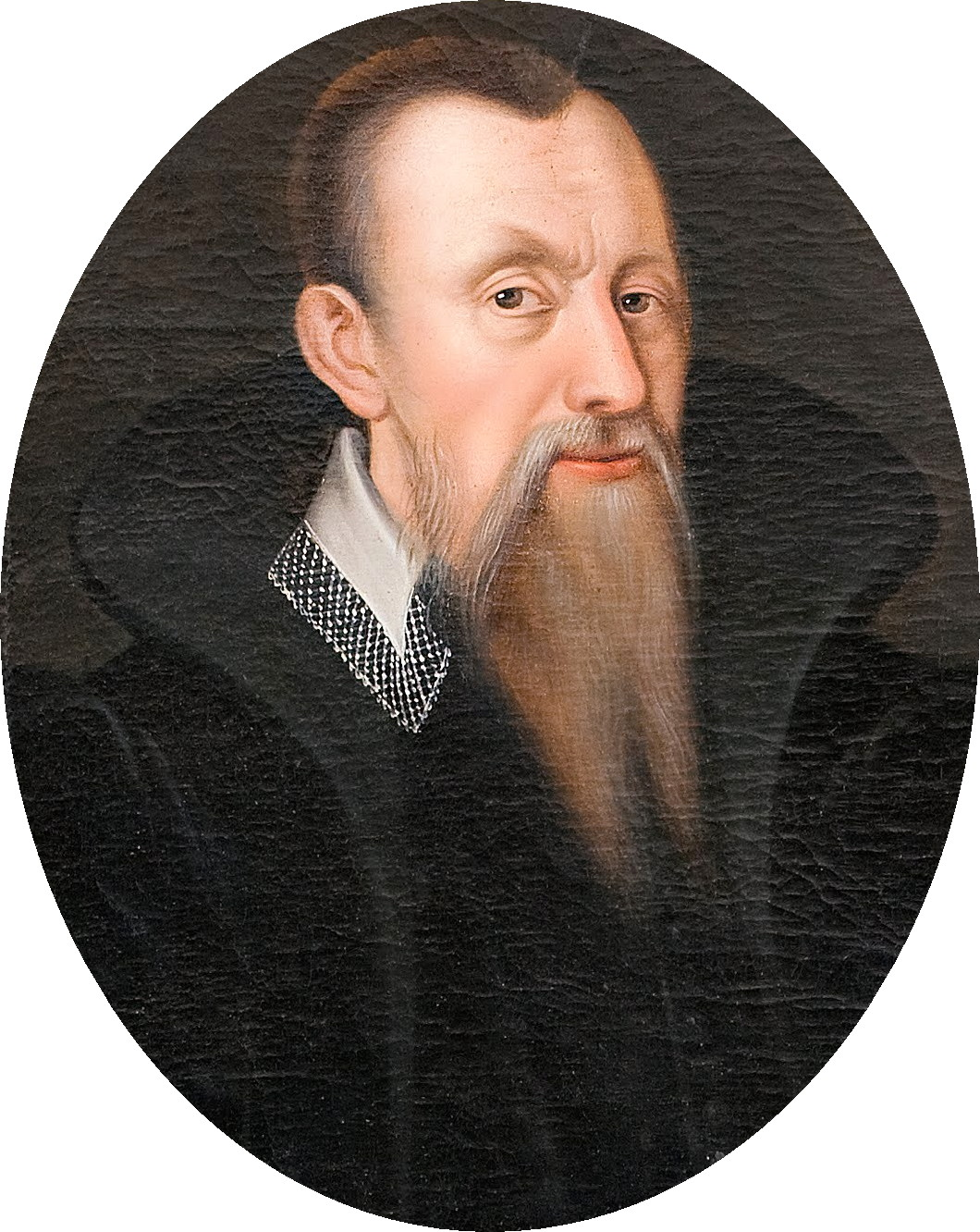
Byggherren Brahe.

Rydboholms första kände ägare var riksrådet Gustav Anundsson Sture. Från 1400-talet tillhörde Rydboholm den äldre Stureätten, därefter genom gifte Vasaätten och senare Braheätten, som innehade egendomen, med undantag för perioden 1756–1761, ända till 1930 då ätten utslocknade i och med överstekammarherre greve Magnus Per Brahe (1849–1930).
Det var troligen Per Brahe den äldre som lät uppföra ett stenhus bestående av huvudbyggnaden med västra flygeln. I huvudbyggnaden finns inmurad en portalsten med dennes namn, vapen och årtalet 1548 samt inskription ”herr Per Brahe til Rydboholm”. Hans son, Abraham Brahe, fortsatte med att bygga ett numera försvunnet torn i inre vinkeln mellan huvudbyggnaden och flygeln. År 1596 anges att tornet ”blev tu rum förhöjt”. Byggarbetet leddes av byggmästaren Bertil Link som även var sysselsatt med Slottet Tre Kronor.
Anläggningens utseende framgår av Erik Dahlberghs illustration ”Ridboholm” från 1662 i Sueciaverket. Där syns en mäktig renässansbyggnad med ornerade gavlar, portaler och tornhuvar. Dåtidens Rydboholm dominerades av det höga, lanterninkrönta hörntorn som tillkom under Abraham Brahe. Gården var inhägnad av murar och skyddades av vallgravar. Utanför låg skepp och segelfartyg. De ankrade på redden eller hade lagt till vid slottets egen brygga. Sjövägen var den naturliga tillfarten till Rydboholm.
I början av 1700-talet eldhärjades denna renässansanläggning, med undantag för Vasatornet. Brahes torn revs och istället tillkom den östra flygeln. Slottet fick sitt nuvarande utseende med tre längor i U-form kring en mot söder öppen innergård. Vasatornets fasad förenklades och fick en slät putsfasad samt en taklanternin. Tornets vindflöjel bär årtalet 1746.

## Vasatornet

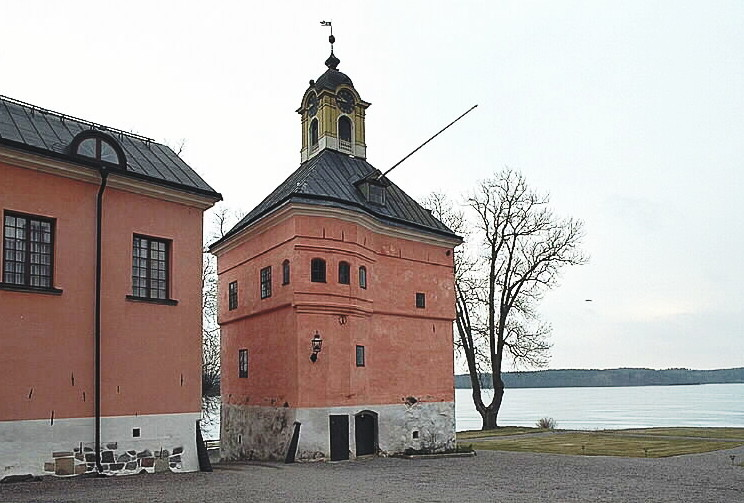
Vasatornet 2002.

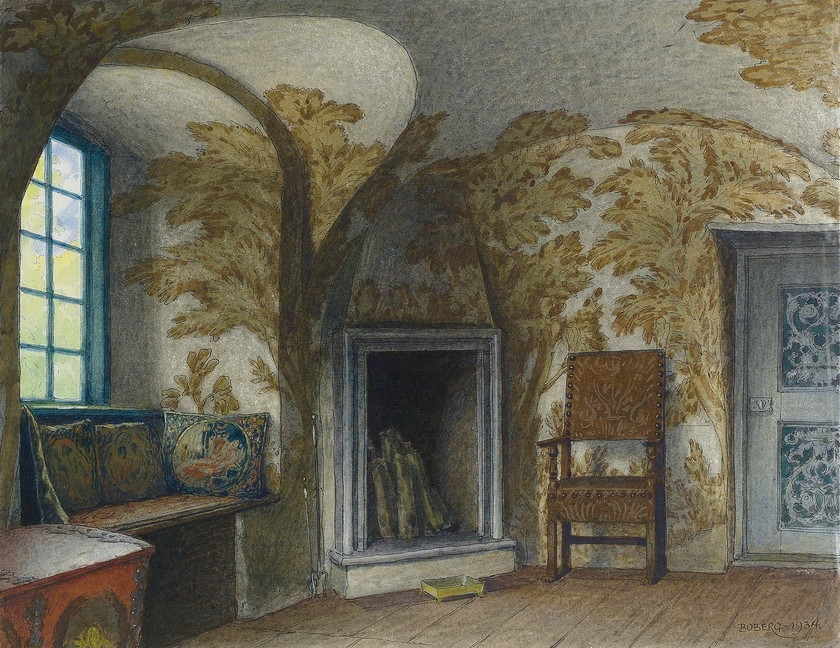
Interiör, målning av Ferdinand Boberg, 1934.

Vasatornet är en av Rydboholms äldsta bevarade byggnadsvolymer och utgör genom sin inredning och personhistoriska bakgrund ett unikt kulturhistoriskt monument. Tornet var ursprungligen ett vattenomflutet försvarstorn till renässansanläggningen, troligen högre än idag och med skyttegång högst upp.
Vasatornet är uppfört av gråsten i markvåningen. Över denna finns två våningar av tegel. Mot gårdssidan har det en svagt framträdande tresidig burspråkliknande utbyggnad. Murarna är putsade och kalkade i rosarött, markvåningen i kimröksgrått. Tornet täcks av en plåtklädd, pyramidformad huv, krönt av en genombruten lanternin i gulockra med ett tornur åt vardera håll.
Möjligen är Gustav Vasa född på Rydboholm, men det är inte helt utrett. Eventuellt föddes han på Lindholmens gård i Vallentuna kommun. Det är dock bekräftat att han tillbringade en stor del av sin ungdom på Rydboholm och att han skrev sig där år 1523. Ett dokument från 1521 nämner Göstaff Erichson i Ribboholm alltså den senare Gustav I (Gustav Vasa) som då var 25 år gammal.
Enligt traditionen, som går tillbaka till 1800-talets mitt, skulle Gustav Vasa haft sin studerkammare i tornet. Undersökningar från 1980-talet har dock visat att tornet byggdes först i mitten av 1500-talet, när Gustav blivit kung. Dagens inredning härrör från 1550-talet och senare. Rummet en trappa upp (det medeltida entréplanet) har dekorativa takmålningar utförda i grisaille på 1600-talets slut. Andra inredningsdetaljer så som inre fönsterluckor och en grönglaserad kakelugn är från omkring 1770. En del möbler, bland annat ett stort slagbord och ett skrivskåp, härrör från 1700-talets mitt.
Det stora rummet på översta våningen kallas ”Vasarummet”. Inredningen där tillkom under Per Brahe den äldres tid, sannolikt på 1560-talet, alltså efter att Gustav Vasa lämnade Rydboholm. Väggarna är dekorerade med kassetterade väggpaneler. De är målade i en mörk smaragdgrön bottenton och visar porträtt av Brahesläktens medlemmar, romerska gudar och fantasifigurer. Väggytan ovanför panelen var ursprungligen smyckad med målade bladrankor, som till stor del försvunnit. Likaså saknas det ursprungliga kassettaket och enbart de huggna takbjälkarna är kvar. Enligt tidigare riksantikvarien, Gösta Selling, utgör Vasarummet, trots sitt slitna tillstånd, en av de vackraste och mest intressanta 1500-talsinteriörer som Sverige kan uppvisa idag. Sedan den 8 februari 1988 är tornet ett lagskyddat byggnadsminne.

## Slottet
I slottsbyggnaden märks den så kallade ”Birgittakammaren” som har tunnvalv, dekorerade med landskap och stora träd i slutet av 1600-talet. Rummet har sitt namn efter Gustav Vasas farmor, Brita Sture. ”Familjerummet” utmärks av ett praktfullt 1600-tals tak utfört i grisaille och smyckat med Braheporträtt från Per Brahe d.ä. till den sista greven, Magnus Brahe. I slottets övre våning finns en rumssvit med inredning huvudsakligen i sengustaviansk stil och empir.

### Vasatornets och slottets interiör

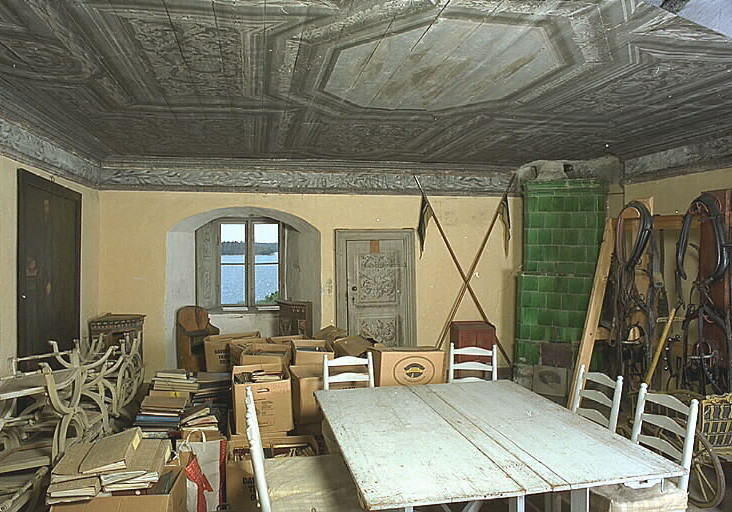
Vasatornet, första våningen.
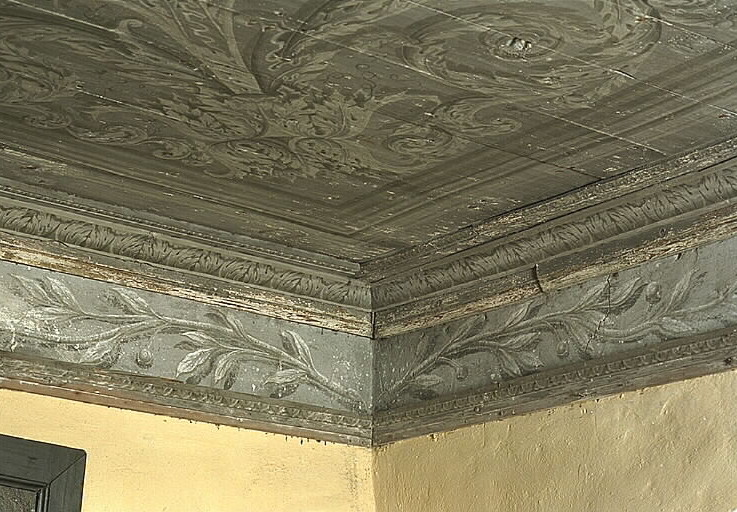
Vasatornet, första våningen, grisaillemålat tak.
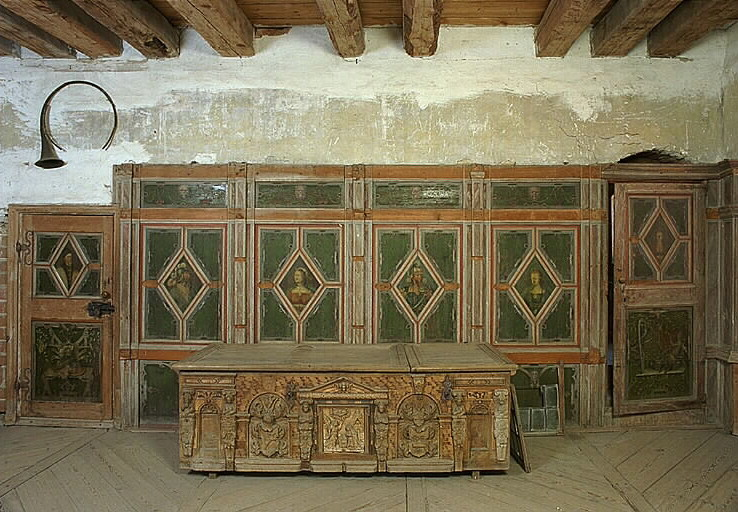
Målningar på väggpanel och inredning i "Vasarummet" högst upp.
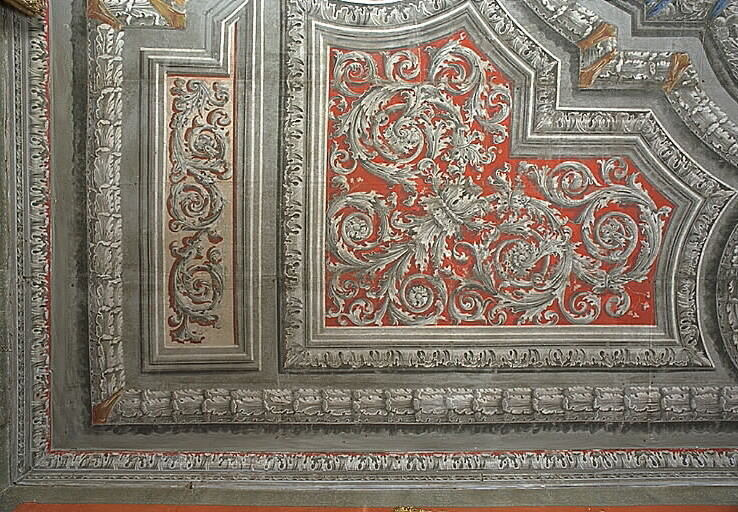
Grisaillemålat akantustak i "Familjerummet".
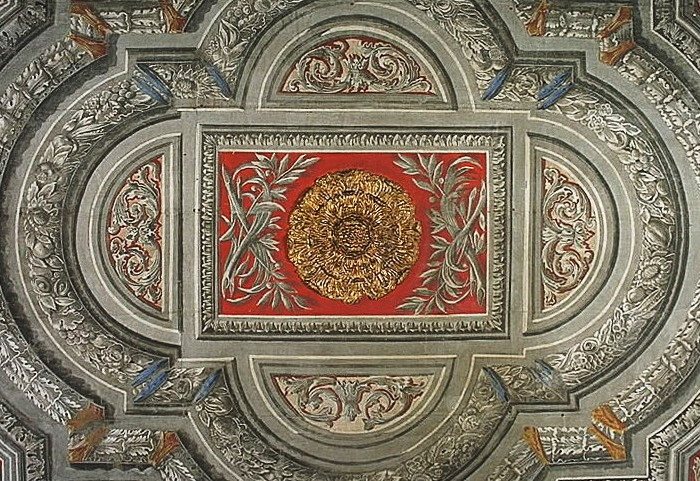
Grisaillemålat akantustak i "Familjerummet".

## Engelska parken

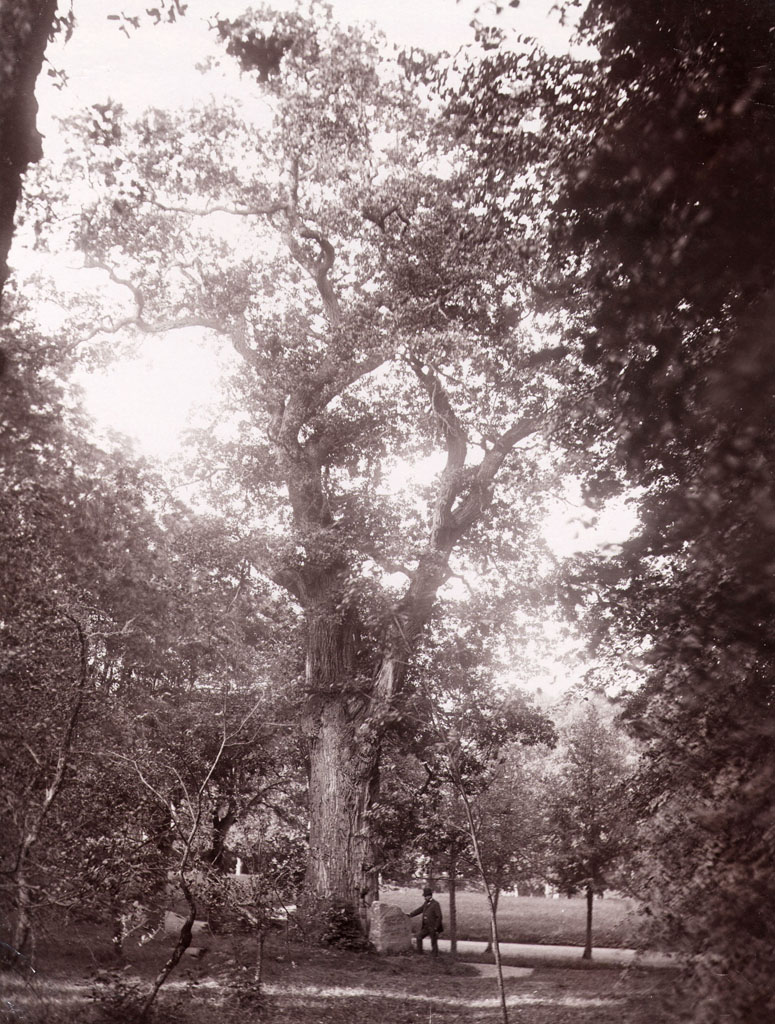
Gustav Vasas ek 1938, med intendent Upmark

I slutet av 1700-talet lät dåvarande ägaren, Magnus Fredrik Brahe, anlägga en stor engelsk trädgård väster om slottet, som omfattande nära 100 tunnland och sträckte sig ända ner till Hällsundet. Enligt tidens mode fick parken många romantiska accessoarer som obelisker, minnestempel, flera minnesstenar, en skogshydda, offerskål och ”Diogenes tunna”, som är ett grönmålat litet lusthus i form av en tunna med sittbänk och utsikt över Hällsundet. En av de båda ekar som Gustav Vasa lär ha planterat i parken existerar fortfarande, liksom fyra ekar som kung Karl XIV Johan satte 1834. Idag är engelska parken på Rydboholm delvis igenväxt men ägaren håller skogen öppen och det gamla vägnätet intakt. Parkens gamla kanalsystem är dock numera torrt. Engelska parken är öppen för allmänheten medan slottsområdet är ett inhägnat privatområde.

### Nutida bilder, Engelska parken

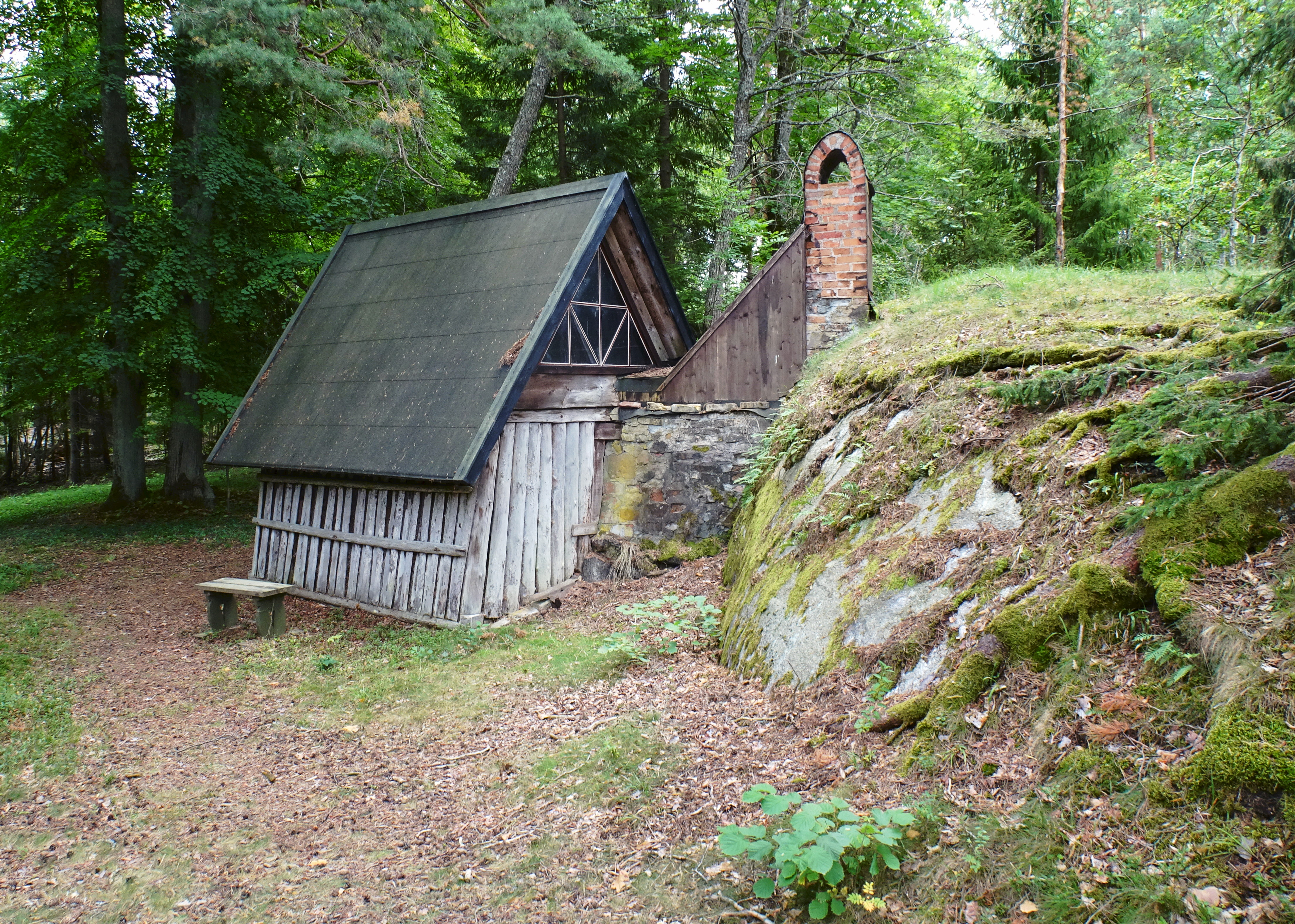
Skogshyddan.
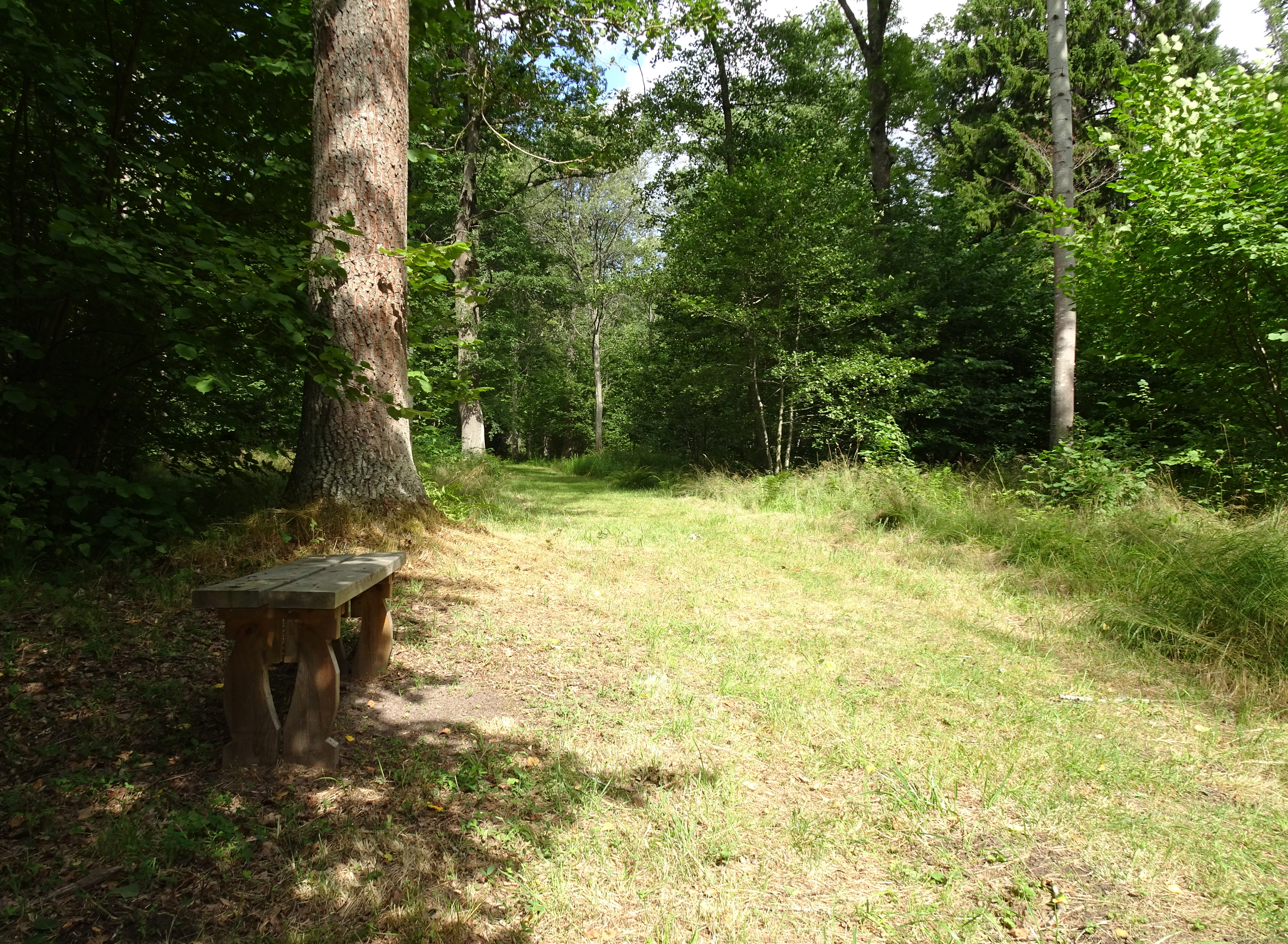
En av gångvägarna i parken.
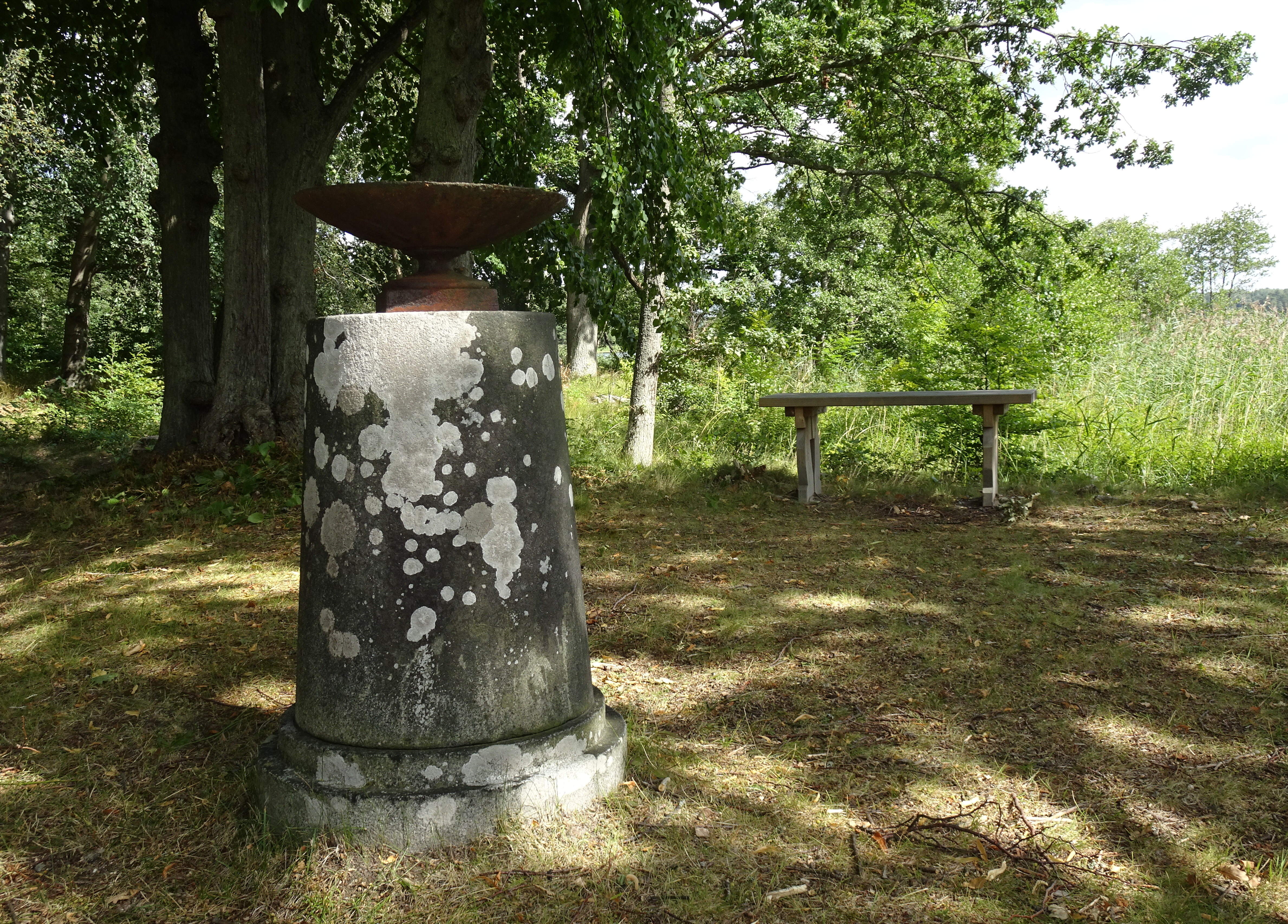
Offerskål vid Hällsundet.
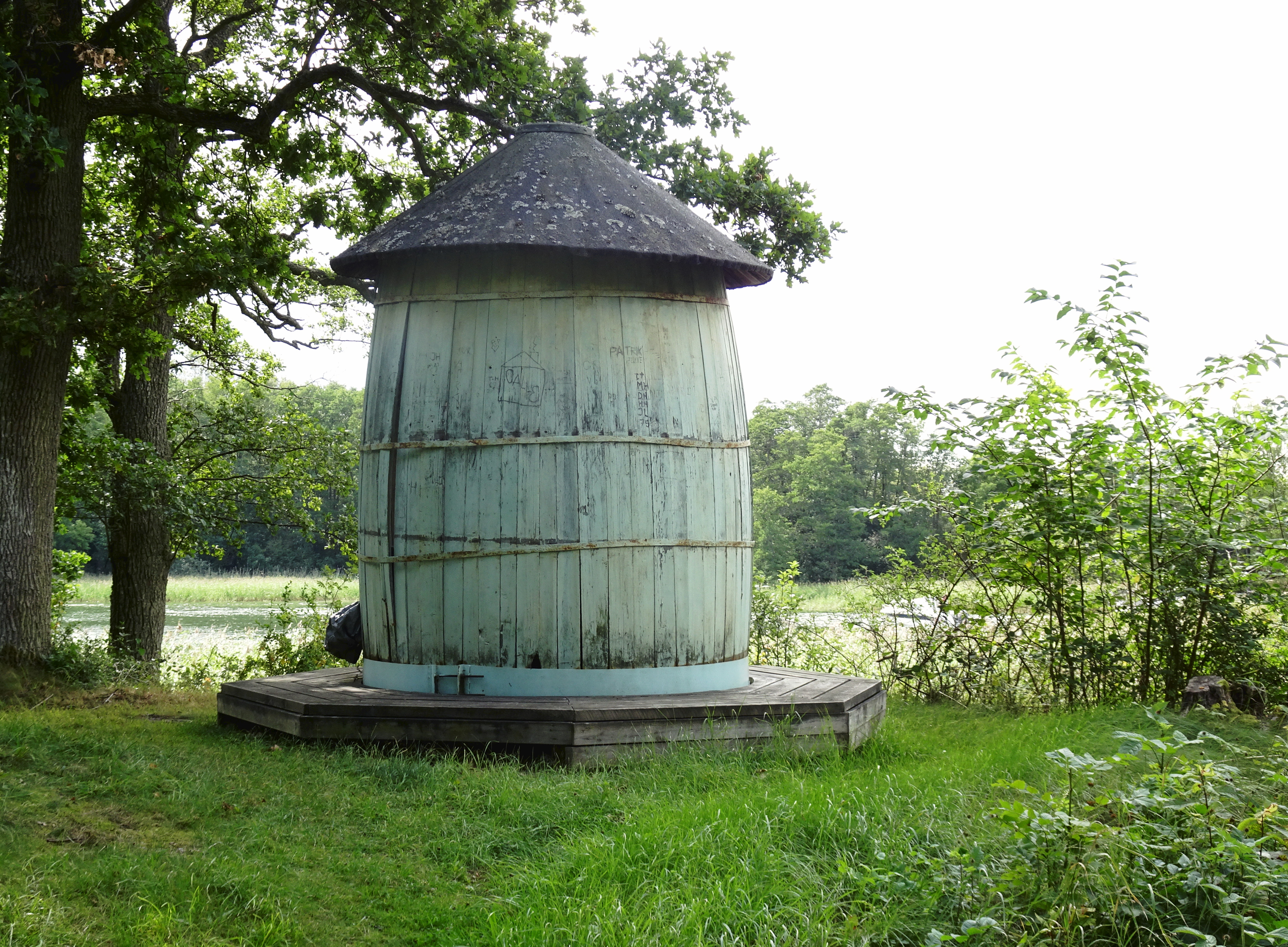
Diogenes tunna vid Hällsundet.
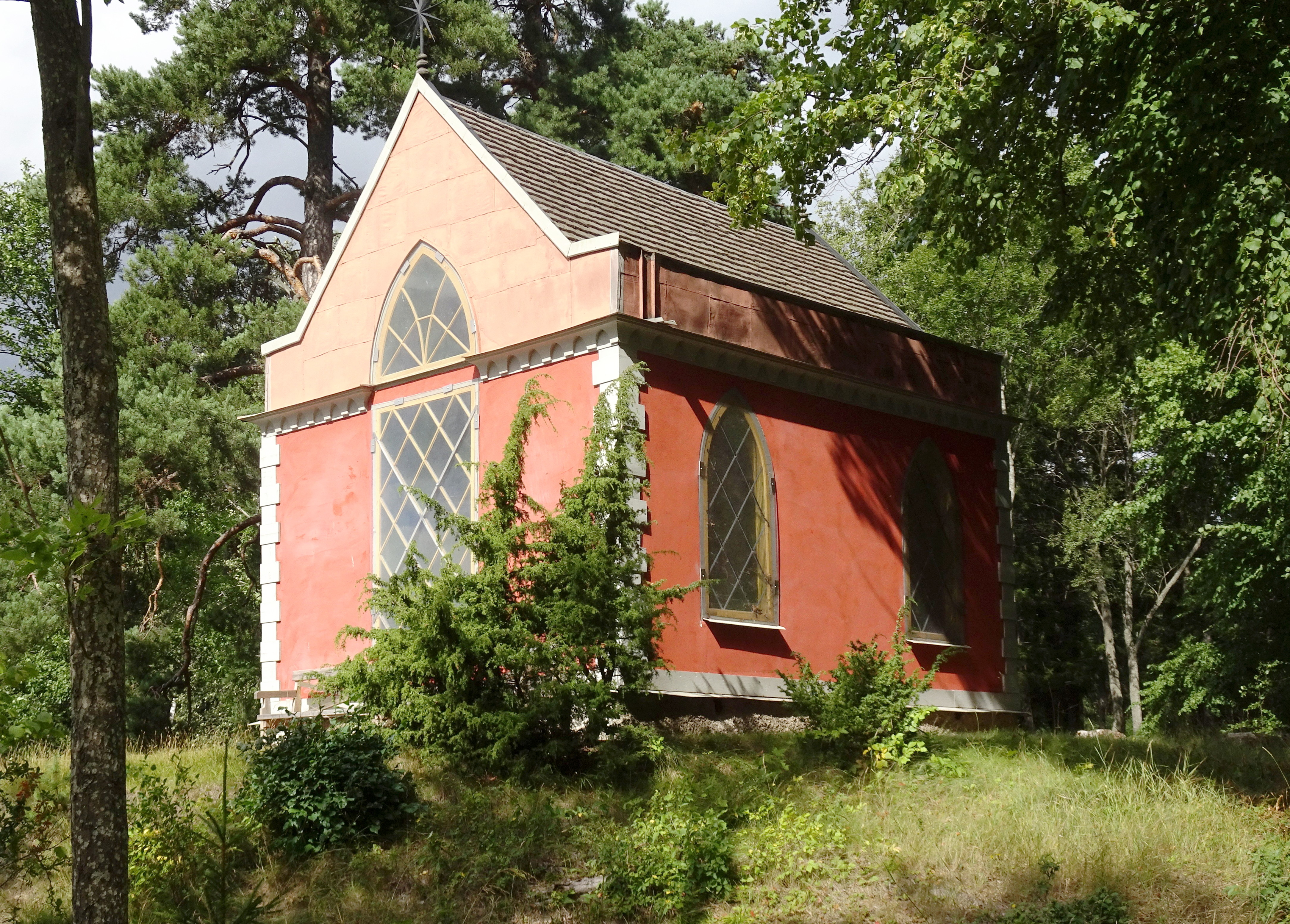
Templet.

## von Essens tid

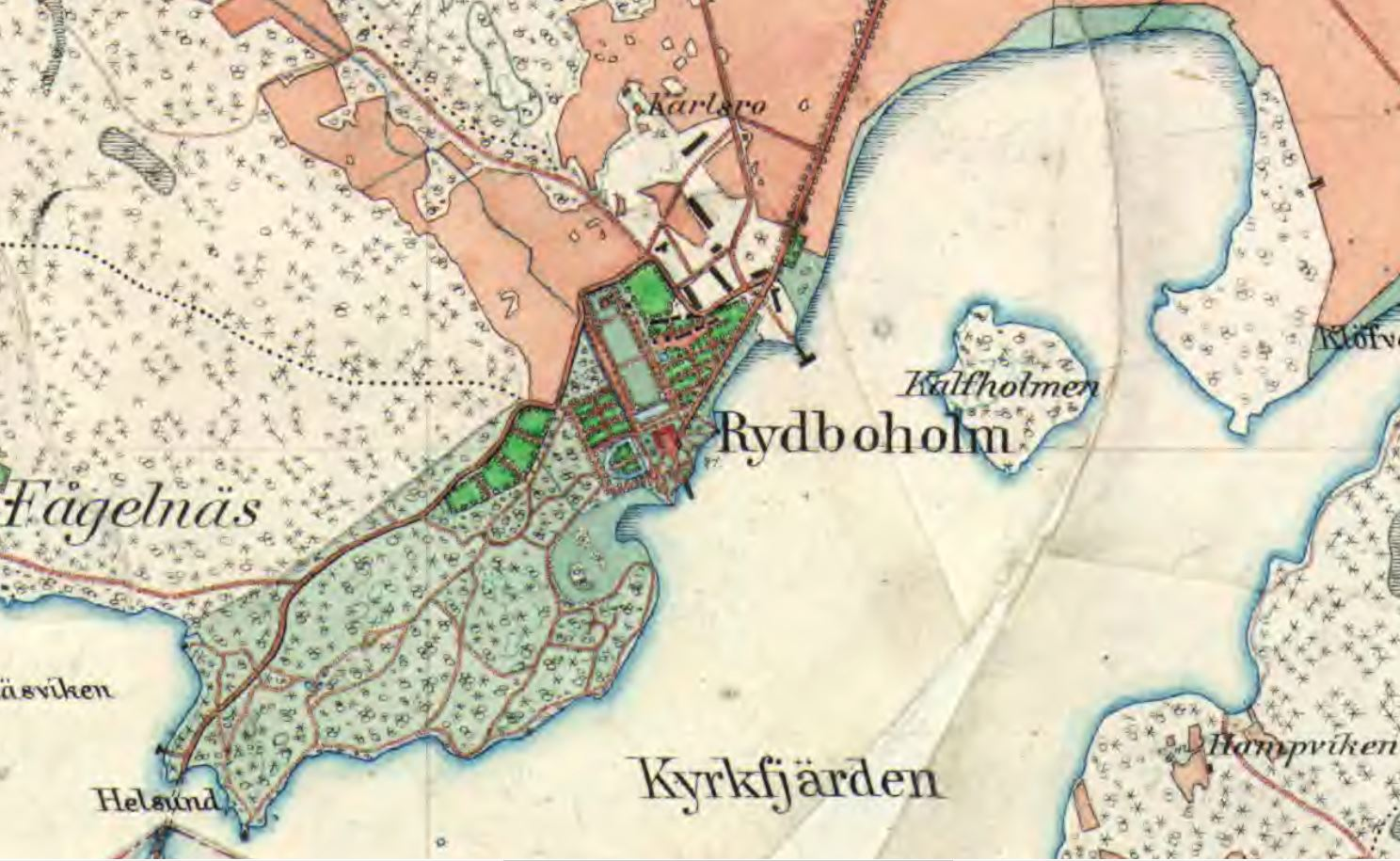
Rydboholm omkring 1900.

Efter Braheättens utslocknande 1930 stängdes dess gravkor i Östra Ryds kyrka för gott och nyckeln till koret sänktes under högtidliga former i den intilliggande Kyrkfjärden (en vik av Stora Värtan), av ärkebiskop Nathan Söderblom, vilken biträddes av kung Gustaf V. Enligt testamente övertogs Rydboholm därefter av hovstallmästaren friherre Wilhelm von Essen, greve Brahes systerson.
År 1914 taxerades egendomen, som omfattade sammanlagd 28 1/24 mantal i östra Ryds och Täby socknar, till drygt 800 000 kronor. Slottet är idag privatägt, och bebos av grevinnan Elisabeth Douglas (född von Essen) och före hans död, greven och finansmannen Gustaf Douglas. Rydboholm var länge den största sätesgården i Stockholmstrakten med över 40 arrendegårdar. Flera av torpen och gårdarna är välbevarade och visar hur de stora herrgårdarna satte sin prägel på kulturlandskapet.
Egendomen har idag en areal om 2 864 hektar, varav 2 054 hektar skog, och taxerades 2004 till 60 miljoner kronor. Rydboholm hyr ut en del av sin mark till en golfbana och en marina. Det är familjen som driver gården, liksom Stjärnorps slott. Elisabeth Douglas och sönerna står för den verkställande ledningen. För närvarande (2017) pågår anläggningsarbeten på slottsområdet för rekonstruktionen av den gamla vallgraven som matas via en kanal med vatten från Kyrkviken.

## Riksintresset Rydboholm
Riksintresset omfattar Rydboholms slott med det fristående Vasatornet och huvudbyggnad som i grunden är från 1500-talet, och engelska parken med olika monument och små byggnader. Vidare ingår ekonomibyggnader och anläggningar som hör ihop med godsets verksamhet, samt det av herrgårdsdriften präglade landskapet med vidsträckta åkrar, alléer, arrendegårdar och torp, flera med enhetlig utformning. Dessutom ingår Östra Ryds kyrka, som både är sockenkyrka och Rydboholms patronats- och gravkyrka, med till sockencentrumet hörande byggnader som klockarbostad och skola.

## Referenser

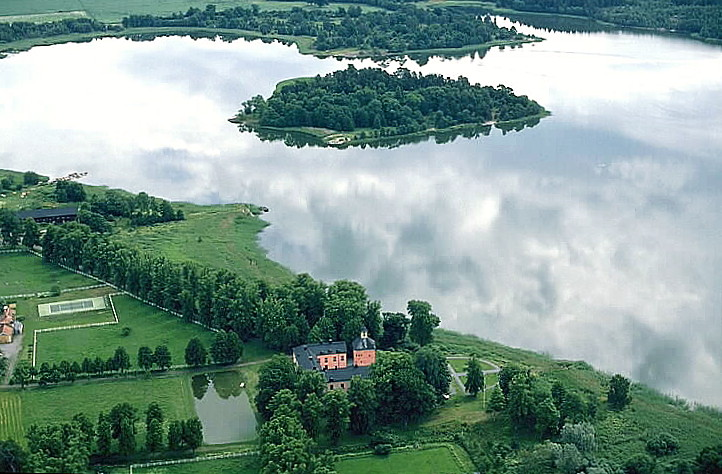
Rydboholms slott och Kyrkfjärden på ett flygfoto från juli 1991.

### Nutida bilder, omgivningen

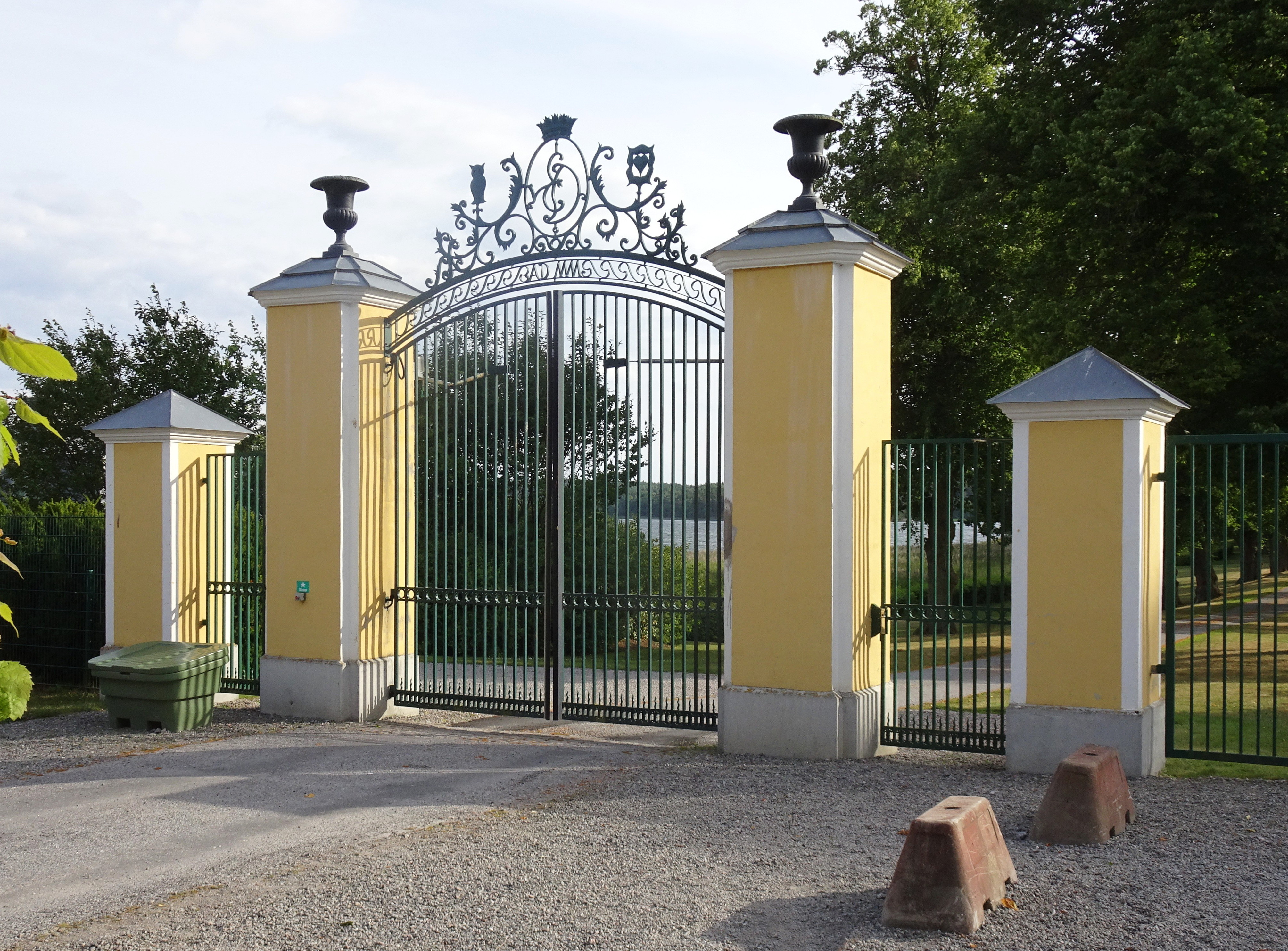
Norra grinden
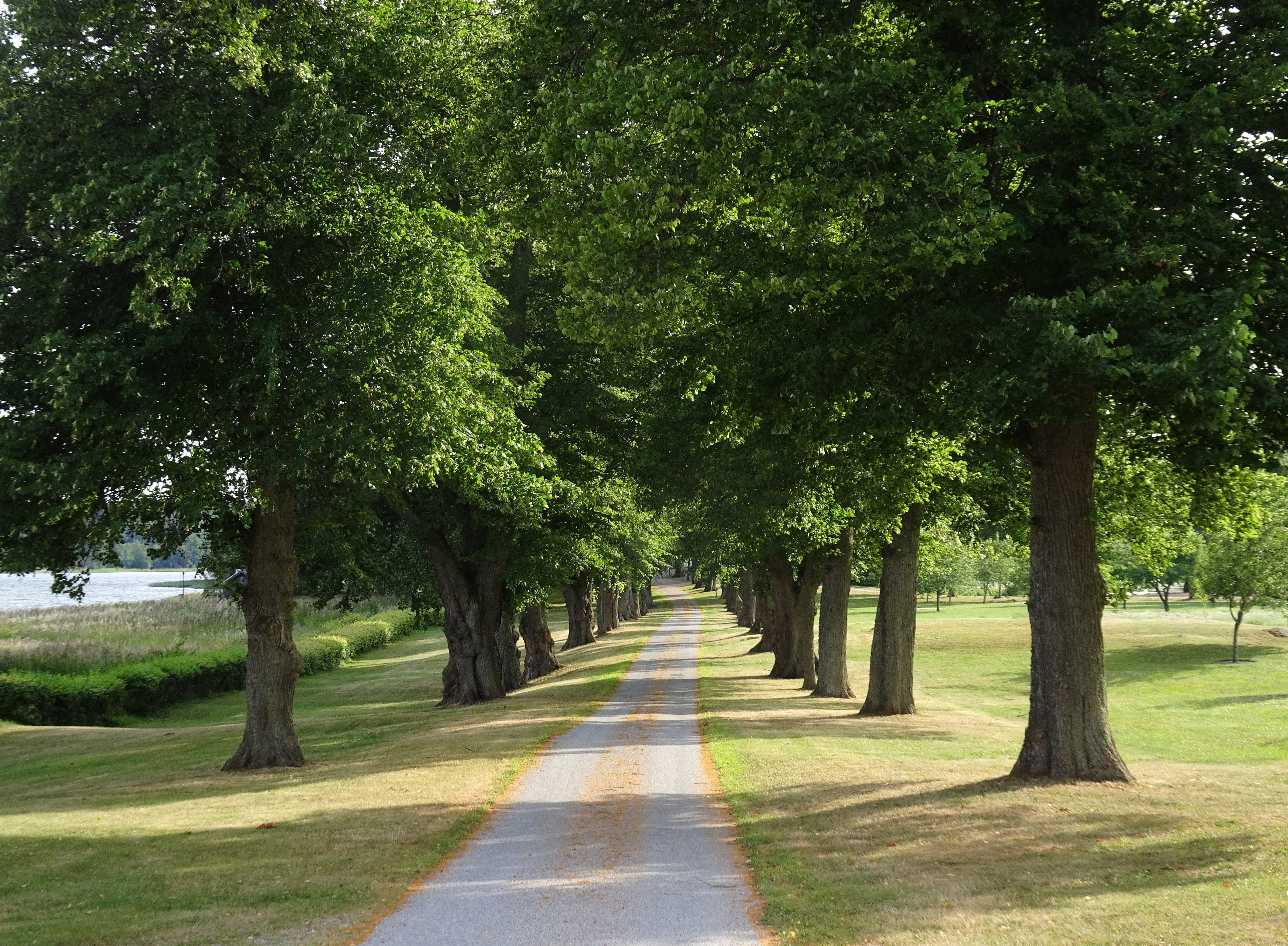
Allén
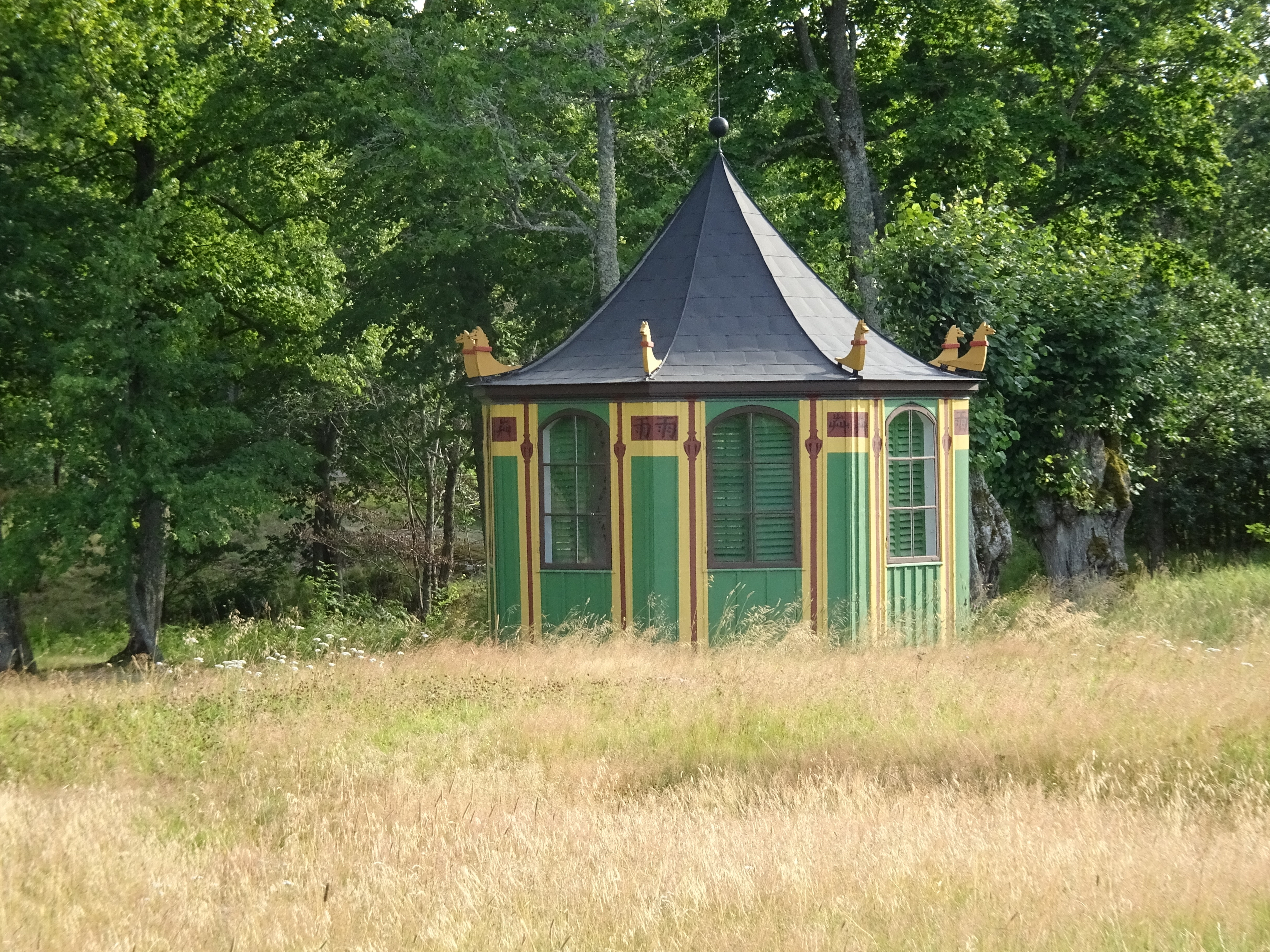
Lusthuset i slottsparken
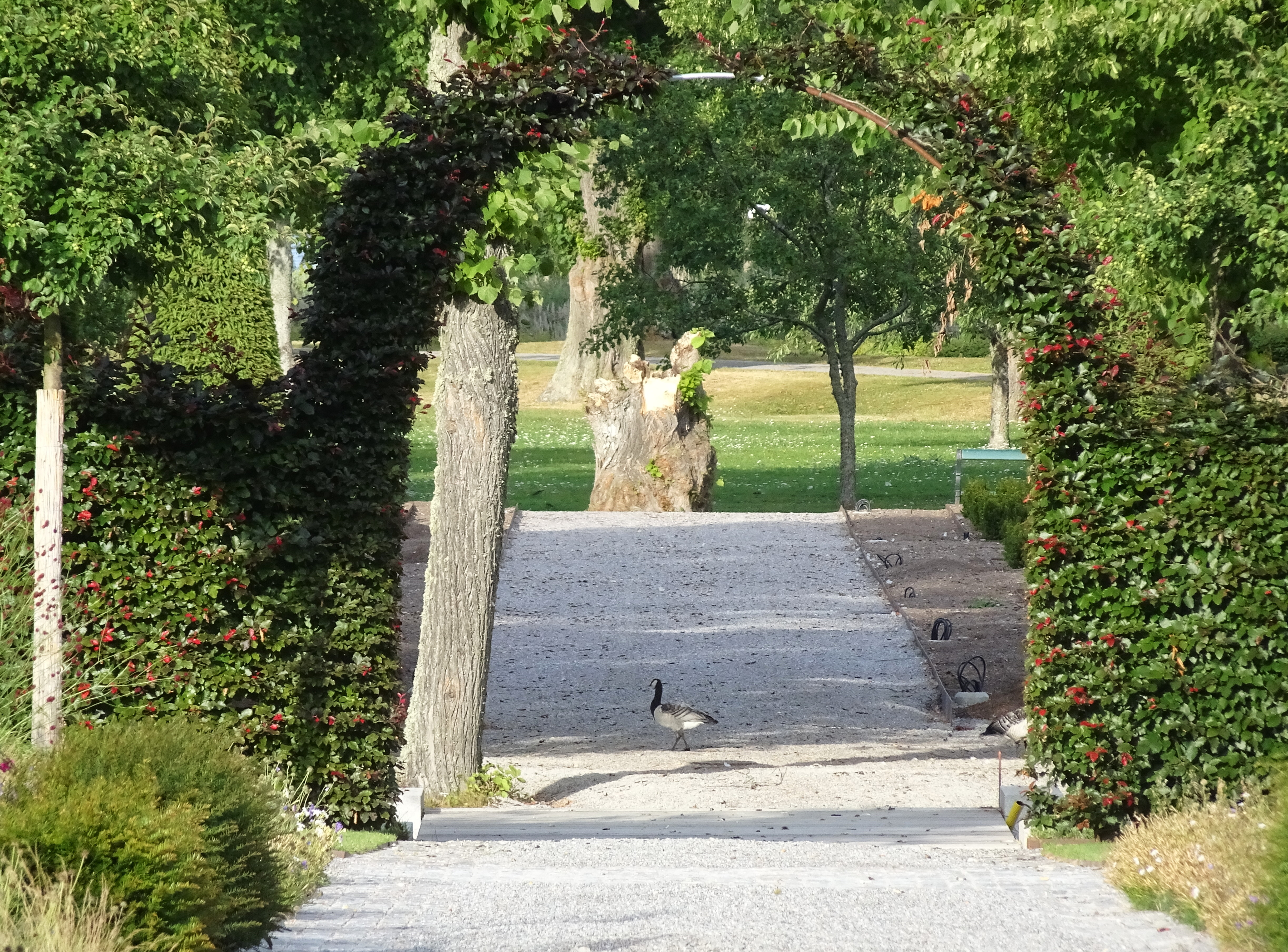
Slottsträdgården
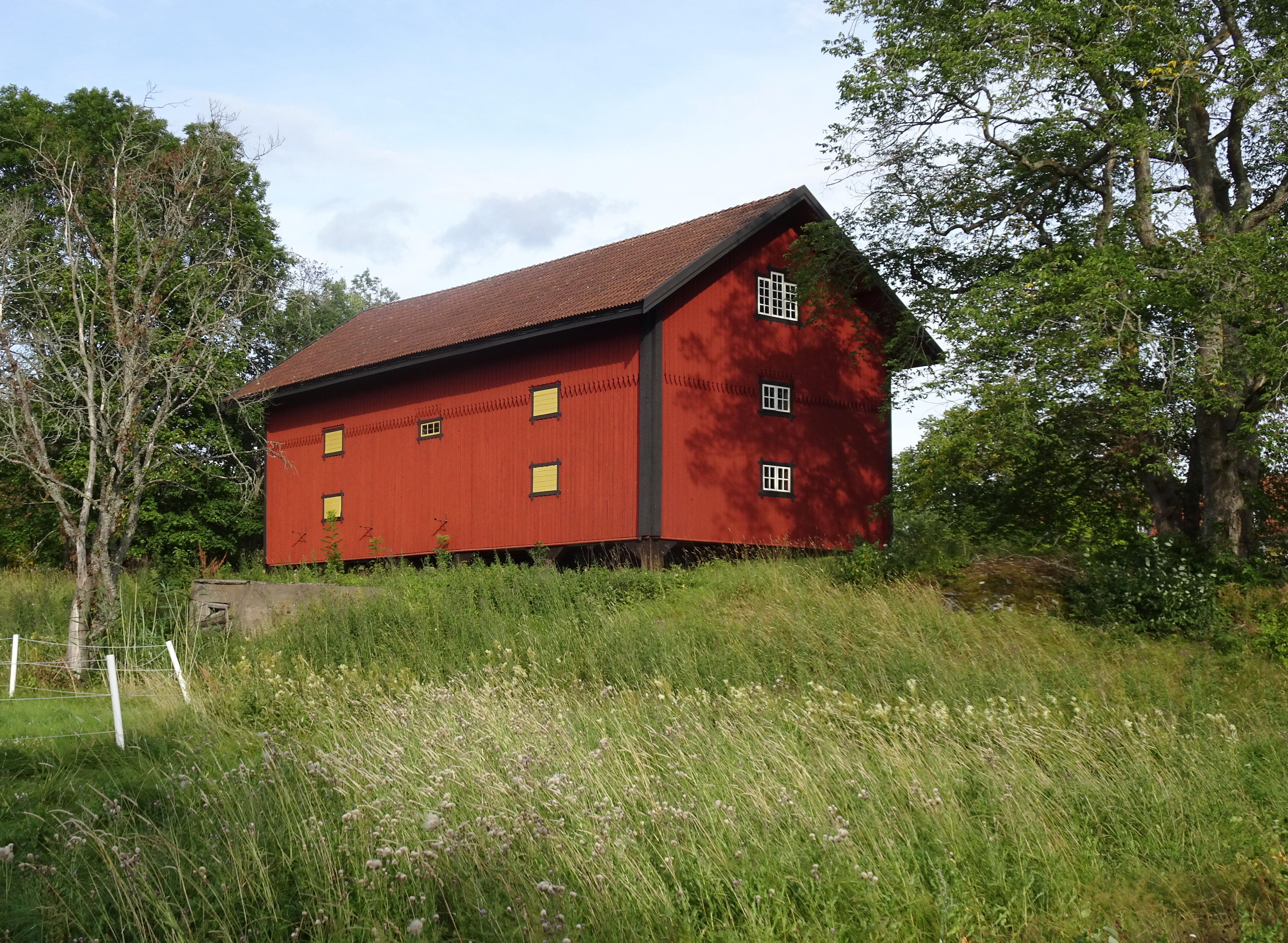
Magasin